# Стокпорт (район)
Стокпорт (англ. Stockport) — метрополитенский район (боро) в церемониальном графстве Большой Манчестер в Англии. Административный центр — город Стокпорт.

## География
Район расположен в южной части графства Большой Манчестер, граничит с графствами Чешир и Дербишир.

## Состав
В состав района входят 3 города:
- Бредбери
- Марпл
- Стокпорт

2 территории (англ. Unparished area):
- Чидл энд Гейтли
- Хейзел-Грув энд Брэмхол

и 1 община (англ. Civil parish): 
- Оффертон Парк